# Радник (Сурдулица)
ФК Радник Сурдулица (на сръбски: Фудбалски клуб Радник Сурдулица) е сръбски футболен клуб от град Сурдулица, Пчински окръг. Домакинските си срещи играе на Стадион ФК Радник в Сурдулица с капацитет 3312 места.
Основан през 1926 година в Кралството на Словенци, Хървати и Сърби (1918 – 1929).

## Успехи
Сърбия: (от 2006)
- Сръбска суперлига
  - 8-о място (1): 2015/16
- Първа лига (2 ниво)
  -  Победител (1): 2014/15
- Лига Изток (3 ниво)
  -  Победител (1): 2013/14
- Купа на Сърбия:
  - 1/4 финалист (1) 2018/19